# Stade de Saint-Pée
Le stade de Saint-Pée est un stade de rugby à XV situé sur la commune d'Oloron-Sainte-Marie dans les Pyrénées-Atlantiques. C'est le stade du FC Oloron.

## Histoire
Le FC Oloron y dispute ses rencontres à domiciles depuis la fin des années 1920.
Le 4 mars 1979, l'équipe de France A s'impose face à l'Espagne sur le score de 92 à 0 dans le cadre du Trophée européen FIRA.
En 2010, l'architecte oloronais Vincent Fabre a travaillé au réaménagement des grandes tribunes, pour un budget total de 500 000 €.
Les travaux sont menés en 2011, avec le percement d'un tunnel pour l'entrée des joueurs.
Cependant, la tribune principale d'une capacité de 1 600 places est détruite par les flammes en 2017. La tribune rouvre en 2019.
Avant 2021, la tribune historique offrait 2 000 places assises.
Après 6 années de dérogation, celui-ci a été mis aux normes pour la saison 2021-2022.

## Description
Le complexe sportif situé à 1 kilomètre du centre-ville, sur la route du quartier de Saint-Pée, offre 5 terrains de rugby :
- tribune d'honneur : Refaite à neuf en 2020, cette tribune peut accueillir jusqu'à 2000 personnes. Elle offre une vue panoramique sur le terrain principal et le complexe sportif. Elle dispose d'une plateforme de convivialité, idéale pour accueillir des journalistes et des installations de communication modernes[10] ;
- tribune populaire : Avec une capacité de 500 personnes, cette tribune est destinée aux supporters fidèles du FéCéO :
  - 3 terrains (compétition + entraînement),
  - 2 terrains pour l’école de rugby,
  - 1 club house,
  - 1 salle de musculation.

### Stade de football
En plus des installations de rugby, le complexe dispose également d'un stade de football pour la pratique de ce sport.

### Salle bleue
Salle adaptée pour des activités pluridisciplinaires: basket-ball, le handball, le judo, le badminton, et autres.

### Piscine
En ce qui concerne les installations spécifiques du stade de rugby :
- Club House : C'est un lieu de convivialité où les supporters se rassemblent avant et après les matchs. Il est équipé d'une cuisine, d'une salle de réunion, d'une salle d'accueil avec un espace bar intégré, et il est adapté à diverses occasions.

Dans l'ensemble, ce complexe sportif est un endroit exceptionnel pour la pratique du sport, le développement sportif et la convivialité, tant pour les licenciés que pour les sportifs d'Oloron et de la région d'Oloron. Il offre des installations modernes et variées pour satisfaire les besoins de la communauté sportive.